# Lori Grimesová
Lori Grimesová je fiktivní postava z komiksové série Živí mrtví a je ztvárněna Sarah Wayne Calliesovou v americkém stejnojmenném seriálu.

## V komiksu
V komiksu je Lori Grimesová ženou Ricka Grimese a matka Carla Grimese a jedna z hlavních přeživších z kampu blízko Atlanty. S Rickem se seznámila přes jeho bratra Jeffa, se kterým chodila na střední školu. Žili spolu v Cynthiane v Kentucky.
Když nastala apokalypsa, Lori vzala Carla a odstěhovala se s ním na bezpečné místo v Atlantě, kde žili její rodiče, tam ale začíná mít romantický vztah s Rickovým kolegou a nejlepším přítelem, Shanem. Když zjistí, že je její manžel naživu a že se vrátil do Atlanty, snaží tuto aférku udržet v tajnosti. Její láska k oběma mužům vede ke smrti jednoho z nich, Shenea. Po jeho pohřbu odjíždí ona i další přeživší na bezpečnější místo. Později Lori zjistí, že je těhotná a je samozřejmé, že dítě je Shaneovo. Snaží se ale zůstat silná a držet krok s rodinou. Její syn Carl je později postřelen, musí tedy strávit několik dní na Hershelově farmě, kde jim nabídli pomoc. Zatímco si zde užívají luxusu, Lori všem oznámí své těhotenství, ostatní se s tím tedy musí smířit. Když po nich Hershel vyžaduje, aby farmu opustili, všichni přeživší odmítají, zejména těhotná Lori, která dala Hershelovi facku. Nakonec to vede k tomu, že Hershel přiloží zbraň k Rickově hlavě a donutí je všechny opustit jeho farmu, Lori je z toho tedy velmi rozzlobená. Společně s dalšími přeživšími ale nalezne farmu, kde se všichni chystají začít nový život. Společně s Carol, jednou z přeživší, si začíná být Lori čím dál více blízká a navzájem se podporují. Ve věznici jsou ale i nějací vězni, těm se ale skupina vyhýbá. Když jsou zavražděny Hershelovy dcery, Lori tento čin automaticky svede na Dextera (kvůli jeho předešlým vraždám) a zavře ho do cely. Až později ji ale dojde, že udělala chybu a zavřela špatnou osobu. I přesto, že vězeň Dexter neměl s vraždou nic společného, Lori odmítá ho přijmout do jejich skupiny. Její vztah s Carol začíná být čím dál zvláštnější a Carol jí začne prosit o to, aby měla s ní a s Rickem trojité manželství. Objeví se i Guvernér se svými vojáky z městečka Woodbury, kteří chtějí dobýt vězení. Lori mezitím s pomocí Alice a Hershela porodila dceru, Judith, ale nikdo zatím není schopný definovat, čí toto dítě je. Lori se o Judith začne nesmírně starat a věnovat jí svou veškerou energii i čas.

### Smrt
Lori je zabita Guvernérem a Lily Caulovou. Když totiž přeživší utíkají, Carl a Rick běží rychleji než Lori, takže je mezi nima prostor. Mezitím Guvernérovi dojde, že rodina Grimesových i ostatní unikají a přikáže Lily, ať je zabije. O několik sekund později je Lori střelena do zad, což ji zabije. Její tělo padá dolů i s malou Judith, kterou Lori zamáčkne a zabije. Rick a Carl utíkají dál.
Po její smrti s ní Rick třikrát mluví na telefonu. V jejich první konverzaci Lori zmíní, že tam, kde je, je 14 lidí. Později řekne: "Všichni, koho jsme ztratili, šli sem. Všichni jsme tu spolu." Často se objevuje v Rickových nočních můrách a Rick často se o ní také zmiňuje.

### Vztahy

#### Rick Grimes
Lori byla Rickova žena. Měli spolu dvě děti, syna Carla Grimese a dceru Judith Grimesovou, která ale pravděpodobně patřila Shaneovi. Lori často radila Rickovi při velení skupiny přeživších a vyčítala mu to, že vstupuje až do moc velkého nebezpečí, ale navzájem se milovali. Rick je její smrtí zdrcen, ale nakonec se díky svému synovi Carlovi zotaví.

#### Carl Grimes
Lorino první dítě a jediný syn, starala se o něj a chránila ho až do své smrti.

#### Judith Grimesová
Lorino druhé dítě. Její otcovství bylo nejasné, jelikož Lori pokračovala v sexuálním životě se svým manželem a až poté zjistila, že je těhotná. Nicméně si Rick vždy myslel, že je dítě Shaneovo, ale i přesto ho vychovával jako by bylo jeho. Lori a Judith zemřeli společně.

#### Shane
Shane je starý rodinný přítel a před apokalypsou byl Rickův kolega. Zatímco je Rick v kómatu v nemocnici, Shane se chová jako ochránce rodiny. Mezitím spolu Lori a Shane zažijí vášnivou noc a když se Rick vrátil, Lori Shanea opustila.

#### Carol
Lori a Carol byly během apokalypsy blízké přítelkyně. Když je Carol v depresi, snažila se přemluvit Lori, aby mohla "vstoupit" do jejich manželství s Rickem, ale byla odmítnuta z obou stran. Před spácháním sebevraždy Carol poprosila Lori, aby se postarala o její dceru Sofii, ta ale skončila v péči Glenna a Maggie.

#### Patricia
Patricia a Lori se začali přátelit po Carolině smrti. Patricia pomohla Lori se starat o děti a také pomohla Rickovi zachránit život. Nicméně jejich vztah neměl šanci na rozvoj, jelikož obě byly zastřeleny Guvernérem, nebo jeho lidmi.

### Zajímavosti
- Rodina Grimesových je jediná rodina v komiksu, kde všichni členové byli z nějakého důvodu postřeleni.
- Lori je jedna z těch (společně s Shanem, Susie a Rachel Greeneovými, Judith, Jessie Andersonové a Glennem), kterých jejich smrt donutila Ricka k pláči.

## V seriálu
V seriálu je Lori Grimesová žena Ricka Grimese a matka Carla a Judith. Když si myslí, že je Rick mrtvý, podvede ho s jeho kolegou Shanem v Atlantě ve státě Georgie.
Lori si vzala Ricka již v mladém věku. Na jménu svého syna se shodli společně. Žili jako typická předměstská rodina v King Country v Georgii. Lori byla žena v domácnosti zatímco Rick pracoval jako policejní důstojník a zástupce šerifa. Když se Lori dozví, že byl Rick postřelen, je šokována a podělí se s touto smutnou novinou se svým synem Carlem. Jak čas plynul, tak mu řekla, že je jeho otec mrtvý a odstěhuje se s ním na bezpečné místo v Atlantě. Cestou se zaseknou v dopravní zácpě když se pokouší dostat do Atlanty se Shanem a Carlem a jelikož věří, že je její manžel mrtvý, má s ním pohlavní styk. Když se její manžel vrátí, přizná se k nevěře a začne to mezi nimi skřípat. Snaží se k sobě ale najít cestu zpět.

### Smrt
Lori zemřela při porodu. Když se snažila ve vězení společně s Maggie a Carlem uniknout před chodci, podařilo se jim proniknout do staré laboratoře. Lori později začala mít porodní bolesti a i přesto, že jí Maggie říkala, ať se to snaží co nejdéle vydržet, Lori už to nemohla déle snést. Maggie neměla s porodem žádné zkušenosti, jen nějaké, co ji učil otec po apokalypsou. Když nezabíralo tlačení bylo v té chvíli jasné, že musí podstoupit císařský řez. Když Lori již věděla, že na svět přijde dítě ale bude zde žít bez ní, řekla Carlovi, že se musí postarat o svého otce a nového sourozence, a že musí být silný. Lori protrpěla obrovské bolesti a ztratila mnoho krve a následky zemřela. Lori opustila tento svět předtím, než se stihla podívat na svou novorozenou dceru. Carl nechtěl, aby se Lori proměnila v chodce, proto ji ještě před proměnou musel zastřelit